# Eryma mandelslohi
Espèce
Eryma mandelslohi  est une espèce éteinte de crustacés décapodes, datant du Jurassique supérieur (Callovien) en Europe.